# Llovizna (película)
Llovizna es una película mexicana estrenada el 29 de junio de 1977 en los cines Géminis I, Vicente Guerrero, Carrusel, Olimpia y Alameda Dos. Dirigida por Sergio Olhovich y basada en el cuento homónimo del escritor Juan de la Cabada, la fotografía está a cargo de Rosalío Solano. Este quinto largometraje de Olhovich trata de exponer de manera más directa temas sociales y políticos de la sociedad mexicana los cuales se encuentran retratados en sus filmes anteriores, en concreto Llovizna muestra la polarización de dos clases sociales combinada con un aire de suspenso. La obra fue filmada en los Estudios Churubusco, Ciudad Satélite (casa por Circuito Diplomáticos) y en el municipio de Oaxtepec, Morelos. La banda sonora corrió a cargo de Cuco Sánchez con la pieza "Fallaste corazón".

## Sinopsis
Eduardo (Aarón Hernán) empleado de una agencia de autos es retratado como el típico burgués de la Ciudad de México quien tras terminar un viaje de negocios y un fin de semana con su amante Luisa (Delia Casanova) debe regresar a la Ciudad de México manejando de noche. Tras discutir con Luisa por colocar un mono de peluche en el parabrisas de la combi que le regaló su esposa Patricia (Silvia Mariscal), ella decide regresar en avión, y Eduardo regresa manejando solo al Distrito Federal, junto con 100 mil pesos en efectivo por el cobro de unas facturas. Por otro lado se muestra la escena del entierro en una zona rural, de una niña, Martita Díaz Orozco, quien murió víctima de un disparo en la cabeza en un fuego cruzado entre delincuentes y la policía; su padre y hermanos, albañiles provenientes de la ciudad, debían de regresar a sus trabajos de semana, sin embargo, tras despedirse de la afligida madre, no alcanzan a abordar el último autobús que los llevaría de regreso. En la noche camino a casa una fuerte lluvia provoca un deslave en el cual la combi de Eduardo queda atascada cuando el padre y sus hijos, entre ellos (Salvador Sánchez (actor)) aparecen ayudándole a salir del lodo, y ellos a cambio le piden aventón a la ciudad. Aquí es donde estos dos mundos chocan. A partir de este suceso Eduardo comienza a delirar, sus temores lo inundan creyendo que en algún momento los extraños pasajeros que lleva a bordo lo asesinarán o lo asaltarán. Finalmente, después de que se poncha una llanta en la carretera, preso de estos pensamientos asesina a los tres hermanos. De regreso a casa se entera por los periódicos de los asesinatos que cometió. Sin poder guardar culpa Eduardo confiesa ante su esposa los hechos quien responde sin alteración "No te preocupes. Nomás eran unos indios. A quién le va a importar..."

## Reparto
| Actor            | Personaje         |
| ---------------- | ----------------- |
| Aarón Hernán     | Eduardo           |
| Salvador Sánchez | Albañil/campesino |
| Delia Casanova   | Luisa             |
| Amado Zumaya     |                   |
| Silvia Mariscal  | Patricia          |
| Carlos Chávez    |                   |
| Martín Palomares |                   |
| Ramón Méndez     |                   |
| Luis Couturier   | Jefe              |
| José Nájera      |                   |
| César Sobrevals  |                   |
| Sandra Parra     |                   |